# Wołodymyr Ordynski
Wołodymyr Dmytrowycz Ordynski, ukr. Володимир Дмитрович Ординський (ur. 22 kwietnia 1985 w Jabłuniwki, w obwodzie kijowskim) – ukraiński piłkarz, grający na pozycji ofensywnego pomocnika.

## Kariera piłkarska

### Kariera klubowa
Wychowanek klubów Kameniar i Zmina-Arsenał z Białej Cerkwi, barwy których bronił w juniorskich mistrzostwach Ukrainy (DJuFL). Na początku 2005 rozpoczął karierę piłkarską w miejscowym zespole Roś Biała Cerkiew. Latem 2006 przeniósł się do Arsenału Biała Cerkiew. Latem 2008 opuścił białocerkiewski klub i potem grał w mistrzostwach obwodu kijowskiego w drużynach amatorskich. Wielokrotnie zdobywał w nich tytuł króla strzelców. Na początku 2010 przeszedł do gruzińskiego klubu Gagra Tbilisi, z którym awansował do Umaglesi Liga. Na początku marca 2012 powrócił do Arsenału Biała Cerkiew. Latem 2013 przeszedł do MFK Mikołajów. Po roku powrócił do białocerkiewskiego zespołu, który już nazywał się Arsenał-Kyjiwszczyna Biała Cerkiew. W końcu lutego 2016 został piłkarzem czarnogórskiego FK Dečić Tuzi.

## Sukcesy i odznaczenia

### Sukcesy reprezentacyjne
- mistrz Gruzińskiej Pierwszej Ligi: 2011
- zdobywca Pucharu Gruzji: 2011